# Mono County
Mono County ist ein County im US-Bundesstaat Kalifornien, an der Grenze zu Nevada. Der Verwaltungssitz (County Seat) ist Bridgeport.

## Geographie
Das County liegt im Osten Zentralkaliforniens unter der Sierra Nevada, deren Hauptkamm die Westgrenze des Countys bildet. Im Osten ist die Staatsgrenze zu Nevada zugleich County-Grenze. Geographisch gehört es bis auf die Anteile an der Sierra Nevada zur Basin-and-Range-Region. Die Tallagen sind wegen des Regenschattens der Bege trocken und wenig fruchtbar. Die höheren Lagen sind großteils bewaldet, in Bundesbesitz und gehören zum Inyo National Forest, einem Nationalforst.
Im Zentrum des Countys liegt der namensgebende Mono Lake.

## Geschichte
Der Mono County wurde am 21. April 1861 aus Teilen des Calaveras County, Fresno County und Mariposa County gebildet. 1866 wurden wiederum Teile vom Mono County an das Inyo County angegliedert.
Im Mono County liegt eine National Historic Landmark, der Bodie Historic District. 4 weitere Bauwerke und Stätten des Countys sind im National Register of Historic Places eingetragen.

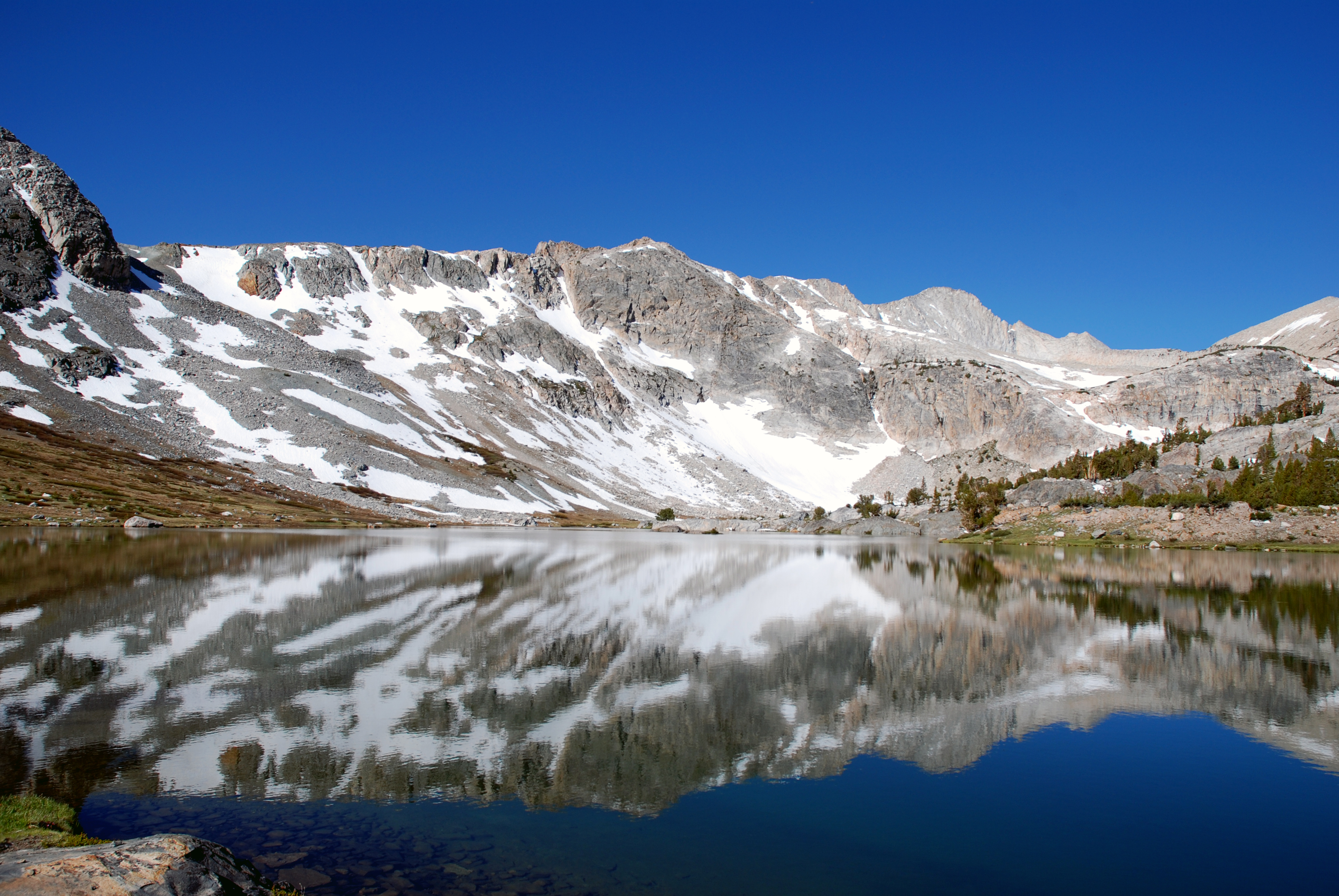
Der Greenstone Lake im Mono County
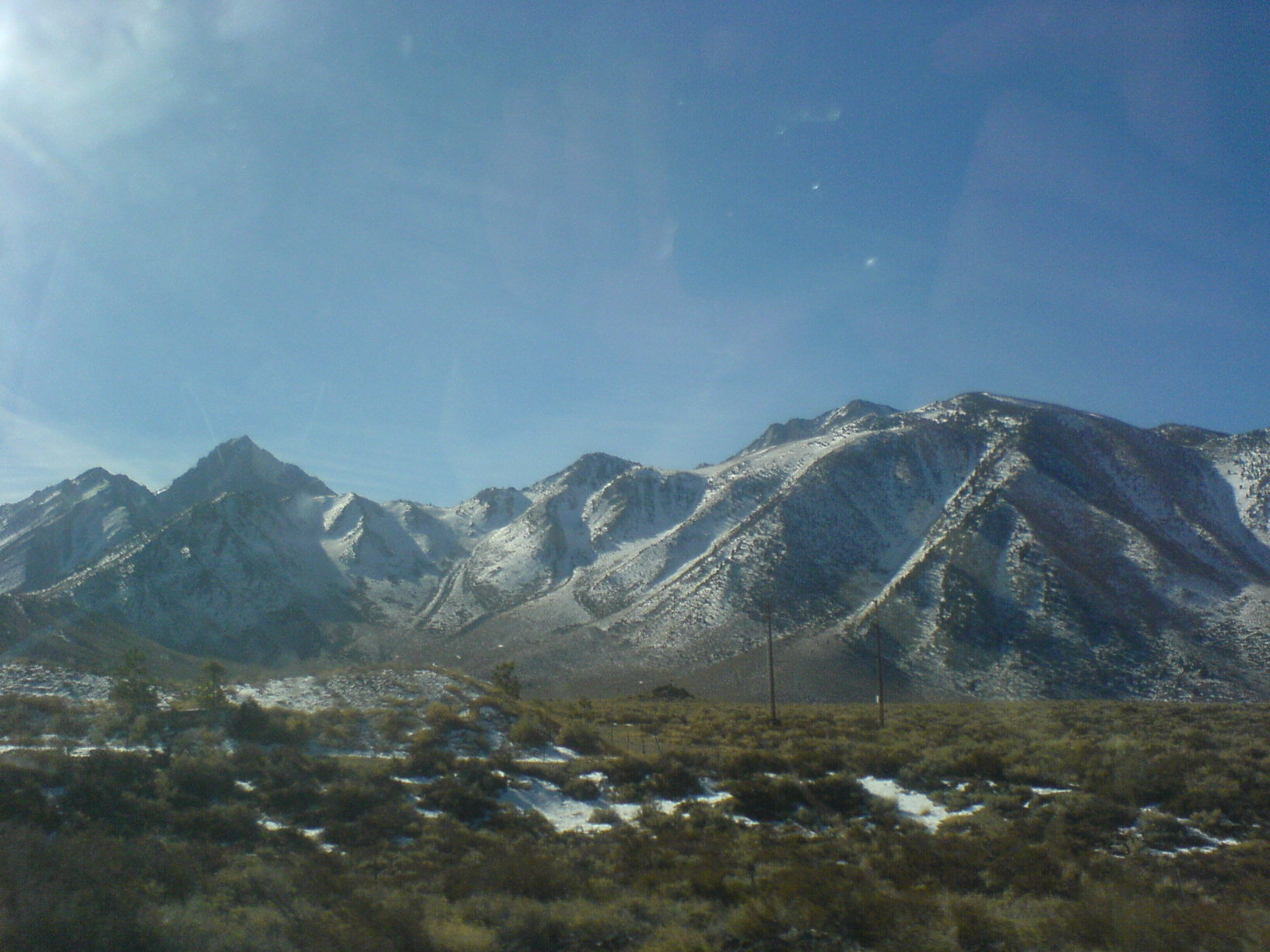
Blick auf die Berge in Mono County von der US 395

## Orte im County
Mammoth Lakes ist die einzige selbstständige Gemeinde (mit dem Status Town) im Mono County.
Alle anderen Orte besitzen keine Eigenverwaltung, sondern sind nur zu statistischen Zwecken als census-designated place (CDP) definiert:
| - Aspen Springs - Benton - Bridgeport (County Seat) - Chalfant - Coleville - Crowley Lake - June Lake - Lee Vining - McGee Creek | - Mono City - Paradise - Sunny Slopes - Swall Meadows - Topaz - Twin Lakes - Virginia Lakes - Walker |

In Mono County liegt auch Bodie, eine touristisch bedeutende Geisterstadt.

## Demografische Daten
Nach der Volkszählung im Jahr 2000 lebten im Mono County 12.853 Menschen. Es gab 5137 Haushalte und 3143 Familien. Die Bevölkerungsdichte betrug 2 Einwohner pro Quadratkilometer. Ethnisch betrachtet setzte sich die Bevölkerung zusammen aus 84,17 % Weißen, 0,47 % Afroamerikanern, 2,40 % amerikanischen Ureinwohnern, 1,11 % Asiaten, 0,09 % Bewohnern aus dem pazifischen Inselraum und 9,51 % aus anderen ethnischen Gruppen; 2,25 % stammten von zwei oder mehr ethnischen Gruppen ab. 17,69 % der Bevölkerung waren spanischer oder lateinamerikanischer Abstammung.
Von den 5137 Haushalten hatten 28,70 % Kinder und Jugendliche unter 18 Jahre, die bei ihnen lebten. 50,60 % waren verheiratete, zusammenlebende Paare, 6,50 % waren allein erziehende Mütter. 38,80 % waren keine Familien. 26,60 % waren Singlehaushalte und in 4,30 % lebten Menschen im Alter von 65 Jahren oder darüber. Die Durchschnittshaushaltsgröße betrug 2,43 und die durchschnittliche Familiengröße lag bei 2,98 Personen.
Auf das gesamte County bezogen setzte sich die Bevölkerung zusammen aus 23,00 % Einwohnern unter 18 Jahren, 10,30 % zwischen 18 und 24 Jahren, 33,40 % zwischen 25 und 44 Jahren, 25,60 % zwischen 45 und 64 Jahren und 7,60 % waren 65 Jahre alt oder darüber. Das Durchschnittsalter betrug 36 Jahre. Auf 100 weibliche Personen kamen 121,80 männliche Personen, auf 100 Frauen im Alter ab 18 Jahren kamen statistisch 126,80 Männer.
Das jährliche Durchschnittseinkommen eines Haushalts betrug 44.992 USD, das Durchschnittseinkommen der Familien betrug 50.487 USD. Männer hatten ein Durchschnittseinkommen von 32.600 USD, Frauen 26.227 USD. Das Prokopfeinkommen betrug 23.422 USD. 11,50 % Prozent der Bevölkerung und 6,30 % der Familien lebten unterhalb der Armutsgrenze. 12,20 % davon waren unter 18 Jahre und 1,90 % waren 65 Jahre oder älter.